# 에우로스타 이탈리아

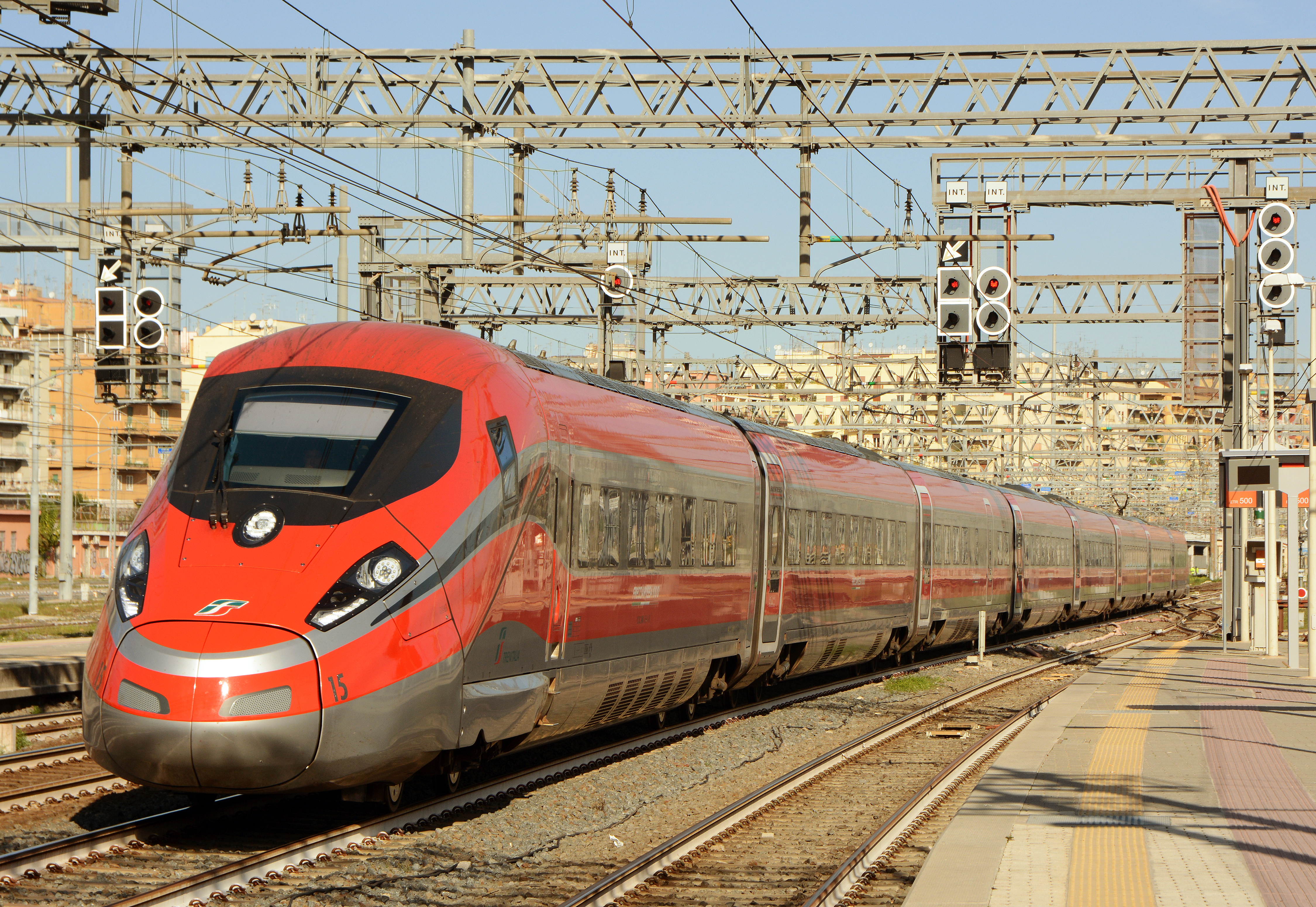
프레챠로사의 ETR 400

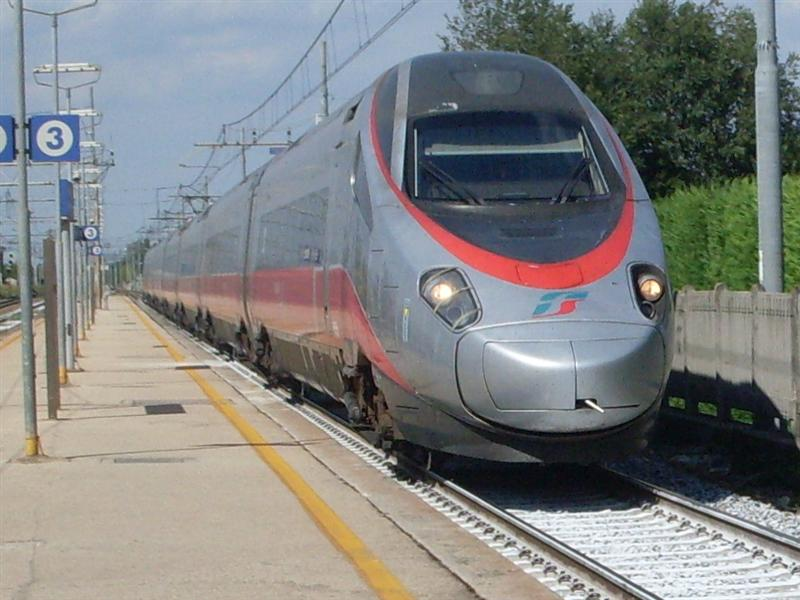
펜돌리노의 ETR 600

에우로스타 이탈리아(이탈리아어: Treni Eurostar Italia, 시간표 상 ES AV*)는 이탈리아의 고속 철도이다. 일일 130회 이상 운행한다. 이탈리아 국철(Ferrovie dello Stato) 시대부터 운행을 시작하여 현재는 트레니탈리아가 운영한다.
이탈리아의 트럭 제조사 이베코에서 이름 사용에 대한 허가를 받고 사용한다. 이름은 비슷하지만, 채널 터널을 달리는 유로스타와는 관계가 없다. 처음에는 단순히 에우로스타라는 이름으로 불렸으나, 이후 이름을 바꾸어야 했다. 현재는 레 프레체(이탈리아어:Le Frecce)라는 이름으로 운영 중이다.

## 개요
1977년 2월 24일 피렌체-로마 고속선(페로비아 디레티시마 피렌체-로마; 일직선을 뜻함)의 로마와 시타 델라 피에베 구간이 개통되었을 때에는 고속선을 위한 별도의 차량이 없었고, 이 노선이 기존선을 보완하는 것이기 때문에 FS E444 기관차와 객차를 연결하여 운행하였다. 고속 차량 개발도 비슷한 시기에 진행되어, 영국에서 시도했다 실패한 어드밴스드 패신저 트레인의 틸팅 기술을 도입하였다. ETR 450은 1989년에 로마와 밀라노 간 첫 영업을 시작하였다.
현재의 이름인 에우로스타 이탈리아는 1996년경에 도입되었으며, 그 당시에는 모든 승객에게 음료와 간단한 식사를 제공하였다. 2001년까지는 자유석이 존재했으나, 2006년 이후부터 전 좌석 지정석이다. 1등석과 2등석 사이에 식당차가 있다. 상위 서비스로 로마, 볼로냐, 밀라노에만 정차하는 대신 요금이 비싼 에우로스타 이탈리아 비즈니스가 있다. ETR 485 전동차가 도입되면서 영업을 시작했으나, 이용 승객이 적어지고 에우로스타 이탈리아 패스트가 운행하면서 2008년 12월부터 1일 왕복 4편성만 운행한다. 최근 2015년 기준으로 펜돌리노 계열치량은 프레챠비안카와 프레챠르젠토등급으로 운행중이며, ETR 400은 프레챠로사로 운행하고 있으며 이와 동시에 브랜드도 변경되었다. 다만 ETR 500과는 약간 차이를 갖고 운행한다.

## 차량
1988년 5월 처음으로 운행한 차량은 ETR 450 펜돌리노이다. 현재는 변종 ETR 460, 470, 480도 운행한다. 460은 직류 3kV 전용, 470은 직류 3kV와 교류 15kV, 480은 직류 3kV와 교류 25kV 겸용이다. ETR 450, 460 및 변종은 모두 영업 최고 속도 250 km/h를 내며, 틸팅 기능이 있어서 곡선 주행 시 감속하지 않아도 된다. 현재 ETR 450의 틸팅 기능은 사용하지 않는다. 펜돌리노 열차는 모두 고정 편성으로, 편성 정원은 480명이다.
이후 시속 300km급 ETR 500이 개발되기 시작했으며, 1988년과 1990년에 시제품이 탄생하였다. ETR 500은 1992년부터 2007년까지 양산되었으며, 직류 3kV 전용 차량과 교류 25kV/직류 1.5kV 겸용 차량이 있다. 동력 분산형인 이전 차량과는 다르게 맨 앞과 맨 뒤에 기관차가 있으며, 틸팅 기능이 삭제되었다. 또한 ETR 500 초기편성은 E414명칭으로 개조되었다. 최근 ETR 500의 후계차량인 ETR 400을 도입하였다. 다만 선행 차량인 ETR 500과는 다르게 8량 편성의 동력분산식을 사용한다.

## 서비스
2006년 7월 현재 운행 노선은 다음과 같다.

### 1시간 배차
- 밀라노-볼로냐-피렌체-로마-나폴리

### 2시간 배차
- 토리노-밀라노-볼로냐-베네치아
- 베네치아-볼로냐-안코나-바리
- 베네치아-볼로냐-피렌체-로마
- 칼라브리아 지역-안코나-로마

### 그 이상
- 트리에스테-베네치아-로마
- 우딘-베네치아-로마
- 볼차노-볼로냐-피렌체-로마
- 토리노-피렌체-로마-나폴리-바리
- 사보아-제네바-피사-로마-타란토

## 같이 보기
- 트렌이탈리아
- 레테 페로비아리아 이탈리아나
- 펜돌리노
- 뉴펜돌리노